# José Cepero
José López-Cepero (Jerez de la Frontera, Cádiz; 1888-Madrid; 13 de marzo de 1960), cantaor payo de flamenco conocido artísticamente como José Cepero.

## Biografía
Sus inicios en el cante fueron en su tierra natal, tierra de grandes cantadores donde no tardó en sobresalir, por lo que pasó a Sevilla donde destaca cantando en los cafés.
Con la protección del torero conocido como El Valencia II, pasa a Madrid. Actúa en el Teatro Barbieri y en el novedades además de participar en distintos certámenes flamencos. Comparte escenarios entre otros con Bernardo el de los Lobitos y El Mochuelo.
Durante los años veinte actúa en el Teatro Olimpia, en El Pelikan Kursaal y en el Teatro Pavón, para realizar una gira por toda España en 1928.
Durante la década de los treinta continua haciendo giras por España y canta en el mítico Circo Price en Madrid. Su carrera se ve interrumpida por la guerra civil española, tras la cual retoma su carrera participando en diversos espectáculos flamencos, y volviendo a realizar giras, siendo la última en el año 1955.

## Estudios sobre su obra
Es trabajo "Cante y poesía en el imaginario flamenco de José López-Cepero. Vida y obra", de Antonio Conde González-Carrascosa fue galardonado con el I Premio Internacional de Investigación Flamenca 'Ciudad de Jerez'.